# Hyacintflugsnappare
Hyacintflugsnappare (Eumyias hyacinthinus) är en fågel i familjen flugsnappare inom ordningen tättingar.

## Utseende och läte
Hyacintflugsnapparen är karakteristisk knubbig flugsnappare med upprätt hållning. Hanen är blå och orangefärgad, blått på huvud, strupe och ovansida, och kontrasterande orange undersida från bröstet och nedåt. Hona är också distinkt, med blå stjärt, brun ovansida och helt ljusorange undersida, inklusive strupen. Sången består av en kort och snabb serie med blandade stigande och fallande toner.

## Utbredning och systematik
Hyacintflugsnapparen förekommer i östra Små Sundaöarna. Den delas in i två underarter med följande utbredning:
- Eumyias hyacinthinus hyacinthinus – förekommer på Roti, Semau och Timor)
- Eumyias hyacinthinus kuehni – förekommer på Wetar

### Släktestillhörighet
Hyacintflugsnapparen placeras traditionellt i släktet Cyornis, men förs sedan 2022 till Eumyias av tongivande Clements et al. Denna linje följs här.

## Levnadssätt
Hyacintflugsnapparen hittas enstaka i undervegetation i skog, andra beskoggade områden och stånd av träd, i lågland och lägre bergstrakter.

## Status
Timorflugsnapparen har ett rätt litet utbredningsområde. Den tros också minska i antal, dock inte tillräckligt kraftigt för att anses vara hotad. IUCN kategoriserar arten som livskraftig.